# Mexican Summer
Mexican Summer ist ein unabhängiges US-amerikanisches Musiklabel aus Brooklyn, New York, gegründet im Jahr 2008 von Kemado Records.

## Geschichte
Mexican Summer wurde im Jahr 2008 von Kemado Records als ein Label für limitierte Veröffentlichungen von Musikgruppen, welche nicht in dem Katalog des Mutterlabels enthalten waren, gegründet, mit dem Ziel diese der Öffentlichkeit präsentieren zu können.
Im Jahr 2010 gelang dem Label Mexican Summer seine bekannteste und bisher bedeutendste Veröffentlichung mit dem Album Crazy For You der US-amerikanischen Rockband Best Coast, welches sich in den britischen und amerikanischen Charts etablieren konnte.

## Musiker und Musikgruppen
Die nachfolgende Auswahl an Musikern und Musikergruppen veröffentlichten diverse Tonträger auf dem Label Mexican Summer.
- Allah Las
- Andrew Graham & Swarming Branch
- Andras Fox
- Apache Dropout
- Ariel Pink’s Haunted Graffiti
- Arp
- Ashrae Fax
- Beaches
- Best Coast
- BI
- Bipolar Bear
- Black Moth Super Rainbow
- Bobb Trimble
- Brain Idea
- Campfires
- Cold Showers
- Connan Mockasin
- Date Palms
- Dimples
- Dunes
- Dungen
- Eddy Current Suppression Ring
- Farmer Dave Scher
- Ford & Lopatin
- Fraction
- Gauntlet Hair
- Golden Triangle
- Greg Ashley
- GR
- Happy Jawbone Family Band
- Headdress
- Home Blitz
- Jacuzzi Boys
- Jefre Cantu-Ledesma
- John Carpenter
- Jorge Elbrecht
- Kurt Vile
- Lace Curtain
- Lansing-Dreiden
- La Hell Gang
- Light Asylum
- Lilacs & Champagne
- Linda Perhacs
- Little Girls
- Lower Plenty
- Lucky Luke
- Marissa Nadler
- Michael Angelo
- Mike Wexler
- Mood Rings
- Nachtmystium
- Nite Jewel
- No Joy
- Oneohtrix Point Never
- Orkustra
- Part Time
- Peaking Lights
- Pearl Harbor
- Peter Bauer
- Pill
- Pink Playground
- Purling Hiss
- Puro Instinct
- Quilt
- Radio People
- Ramases
- Real Estate
- Robert Lester Folsom
- Shadow Band
- Soldiers of Fortune
- Spectral Park
- Steve Moore
- Tamaryn
- Teams & Star Slinger
- Terrible Truths
- The Alps
- The Amazing
- The Bitters
- The Black Ryder
- The Frech & Onlys
- The Mantles
- The Miracles Club
- The Orkustra
- The Samps
- The Soft Pack
- The Tallest Man on Earth
- The Vacant Lots
- The Young
- TK Webb
- Torn Hawk
- True Widow
- Travis Bretzer
- Turning Shrines
- Valet
- Vietnam
- Viva L'American Death Ray Music
- Washed Out
- Weekend
- Weyes Blood
- Wooden Shjips
- Woodsman
- Xander Duell
- Young Prisms
- Zig Zags